# David Paich
 (janvier 2020).
David Frank Paich, né le 25 juin 1954 à Los Angeles (Californie, États-Unis), est un claviériste, auteur, compositeur, producteur et interprète américain, connu pour jouer dans le groupe Toto.

## Biographie
Il est le fils du célèbre compositeur, claviériste, chef d'orchestre Marty Paich, grâce à qui il va commencer à apprendre le piano à cinq ans. Il passe sa jeunesse à LA et se lie d'amitié avec Jeff Porcaro au lycée où ils étudient dans les mêmes classes. Il sera le cofondateur du groupe Toto avec Jeff et le principal superviseur du groupe pendant vingt cinq ans.
Au sein de Toto, David Paich joue des claviers (synthétiseurs, piano) ; il chante également, notamment sur le tube phare du groupe : Africa. Il a participé à l'écriture des principaux tubes du groupe et s'est occupé des arrangements musicaux. Il a contribué à 17 albums du groupe, pour des ventes estimées à plus de 40 millions d'albums.
Paich est resté avec Toto du début du groupe en 1977 jusqu'en 2004, puis n'a joué que sur quelques concerts jusqu'à leur dissolution en 2008. Le claviériste de studio Greg Phillinganes a rejoint Toto en 2003 en tant que claviériste supplémentaire pour des projets de studio et des dates de tournée. Pendant les années d'activité de Greg Phillinganes au sein de Toto, Paich est en semi-retrait par rapport au groupe, expliquant en partie la dissolution du groupe de mai 2008 à juin 2010. En 2010, Paich a repris la scène avec Toto, et jusqu'à la mi-2018, il a été l'un des claviéristes du groupe, aux côtés de Steve Porcaro, membre fondateur du groupe.
Au cours de la tournée 2018 40 Trips Around the Sun (40e anniversaire), le groupe a annoncé via son site officiel le 20 juillet 2018 que Paich "ne participera pas à la tournée nord-américaine prévue du groupe [qui durera du 30 juillet au 17 novembre]. Les récentes apparitions européennes [du 11 février au 8 avril] ont eu un impact sur son bien-être personnel... Il a l'intention de se concentrer sur sa santé et a hâte de reprendre la route quand il sera prêt à le faire." Le guitariste Steve Lukather a déclaré plus tard que l'absence de Paich découlait en partie d'une attaque qu'il avait apparemment subie lors de la tournée européenne du groupe début 2018.
Paich est retourné sur scène avec Toto pour les concerts d'ouverture et de clôture de leur tournée américaine de 2019, leur dernière, le 20 septembre à Los Angeles et le 20 octobre à Philadelphie. Dans les deux cas, Paich a rejoint le groupe à la fin du spectacle pour jouer des claviers et chanter sur Africa et Home of the Brave.
En dehors de Toto, il a participé à plusieurs projets avec les autres membres du groupe. Par exemple, il est l'un des claviéristes de l'album Thriller de Michael Jackson avec Steve Porcaro et Greg Phillinganes. David Paich a joué sur les morceaux Baby Be Mine, The Girl Is Mine, Human Nature et The Lady In My Life. Il a écrit les arrangements de synthétiseurs de The Girl Is Mine et de Human Nature avec Steve Porcaro.
Il a composé le plus gros tube de Boz Scaggs, Lowdown en 1976, écrit des titres pour le chanteur du groupe Yes, Jon Anderson, mais aussi pour Jefferson Airplane, The Jacksons, Leon Ware, George Benson (Lady Love Me (One More Time) en 1983), ou encore Cheryl Lynn avec le tube Got To Be Real.
En outre, David Paich a supervisé le projet de la bande son du film Dune de David Lynch.

## Discographie

### Toto
Albums studio
- Toto (1978)
- Hydra (1979)
- Turn Back (1981)
- Toto IV (1982)
- Isolation (1984)
- Dune (1984)
- Fahrenheit (1986)
- The Seventh One (1988)
- Kingdom of Desire (1992)
- Tambu (1995)
- Mindfields (1999)
- Through the Looking Glass (2002)
- Falling in Between (2006)
- Toto XIV (2015)
- Old Is New (2018)

### En solo
- Forgotten Toys (2022)